# Cmentarz żydowski w Nowej Rudzie
Cmentarz żydowski w Nowej Rudzie – kirkut w Nowej Rudzie. Położony przy ul. Kopalnianej lub nad ul. Krzywą; powstały po II wojnie światowej. Po nekropolii nie ma śladów. Obecnie trwają prace nad ustaleniem miejsca dawnego cmentarza. 